# Lepechiniella fursei
Lepechiniella fursei är en strävbladig växtart som beskrevs av H. Riedl. Lepechiniella fursei ingår i släktet Lepechiniella och familjen strävbladiga växter. Inga underarter finns listade i Catalogue of Life.